# Proximus Towers
De Proximus Towers zijn twee kantoortorens in de Brusselse Noordruimte, het zakelijke district van Brussel. De torens zijn deel van het kantorencomplex op het bouwblok gelegen naast het Noord-station tussen de Vooruitgangsstraat, de Simon Bolivarlaan, de Koolbrandersstraat en de Koning Albert II-laan. Het complex ligt op de grens tussen de Brusselse gemeenten Schaarbeek en Sint-Joost-ten-Node, maar de hoofdingang, op de Koning Albert II-laan nr. 27, is gelegen op Schaarbeek (1030 Brussel).

## Geschiedenis
De torens werden gebouwd in 1988, en werden toen de Pleiadetorens genoemd. Tot 2014 werden ze de Belgacomtorens genoemd, maar toen de telecomoperator, die eigenaar is van het gebouw, zijn naam wijzigde werd ook de naam van het gebouw veranderd. De torens dragen de naam U (une) en T (twee). Vooraan toren U ligt de VIP-ingang.
Renovatiewerken aan de torens begonnen in 1994 en eindigden in 1996. 

## Kenmerken
De torens hebben een hoogte van 102 meter. Een van de torens heeft een antenne van 32 meter, waardoor zijn totale hoogte 134 meter is. Er zijn 28 verdiepingen met daarboven nog een technische ruimte (verwarming, airco). Er is een vloeroppervlakte van 101.200 m2. 
Op de 25ste en 26ste verdieping zijn de torens met elkaar verbonden door een luchtbrug om de liften te ontlasten en om dienstig te zijn bij een eventuele evacuatie. De passerelle werd pas achteraf aangebracht. Iedere toren heeft twaalf liften waarvan er zes uitsluitend het onderste en zes het bovenste deel van de torens bedienen. Er is een ondergrondse parking.
Het gebouw wordt gebruikt als kantoorgebouw van het telecombedrijf Proximus. Er is nog een derde achterliggend vierkantig gebouw (het paviljoen) dat ook dienstig is als kantoorruimte met vijf verdiepingen en een centraal atrium.
De twee torens zijn via het gelijkvloers verbonden met het atrium. Er is een permanente kunsttentoonstelling die op aanvraag te bezoeken is voor groepen.

## Galerij

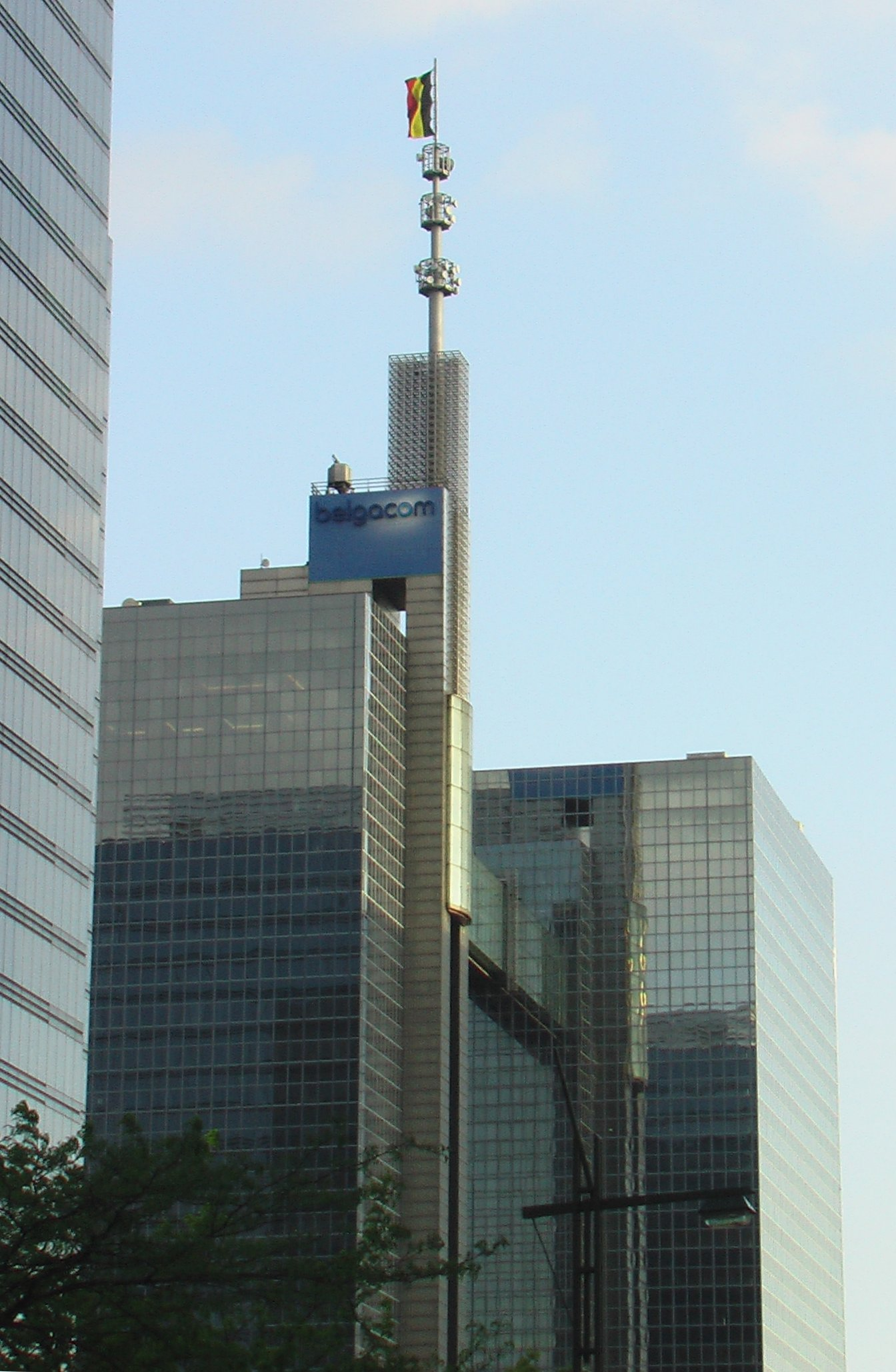
Toren U met antenne
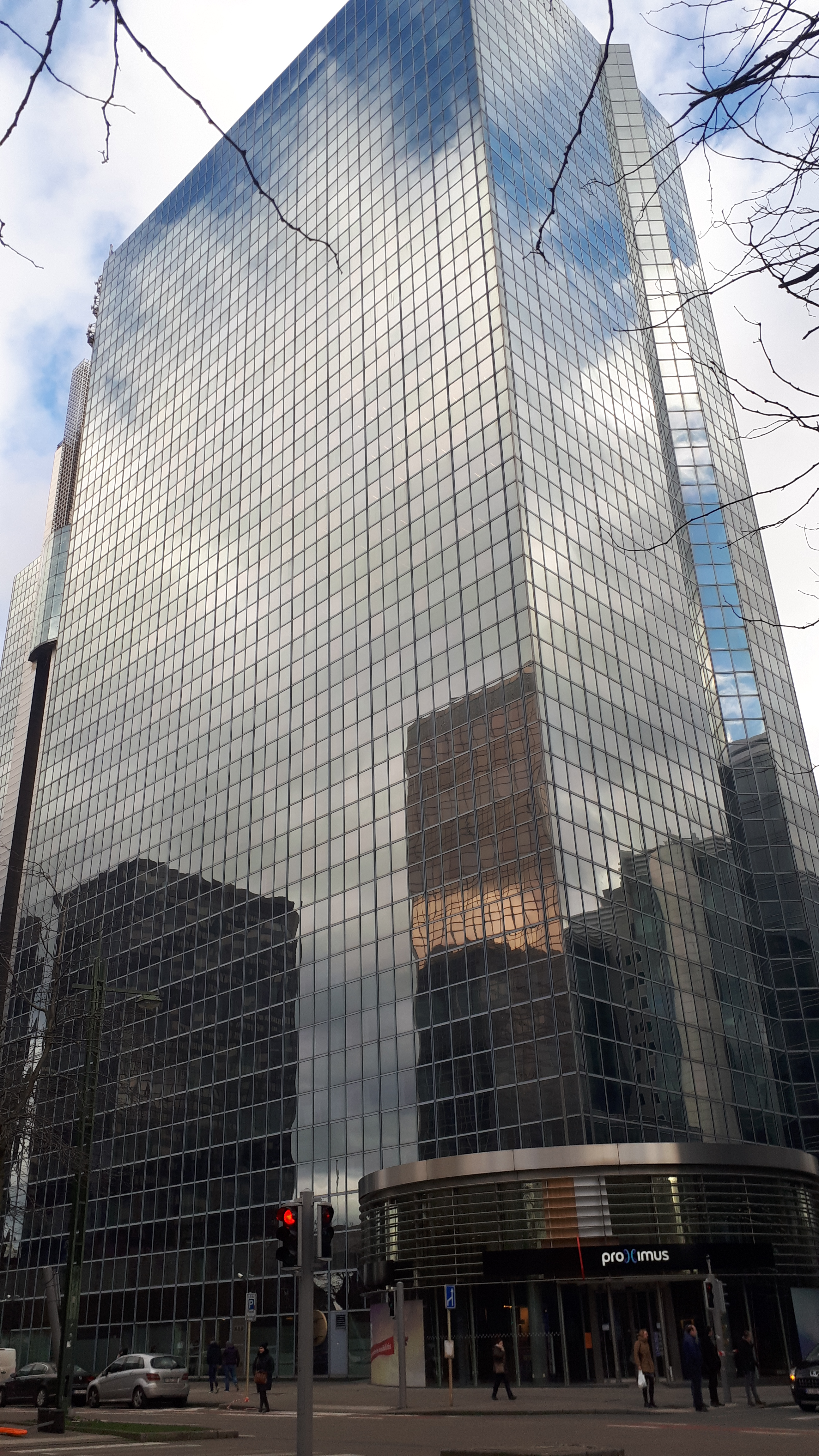
Toren T met winkel
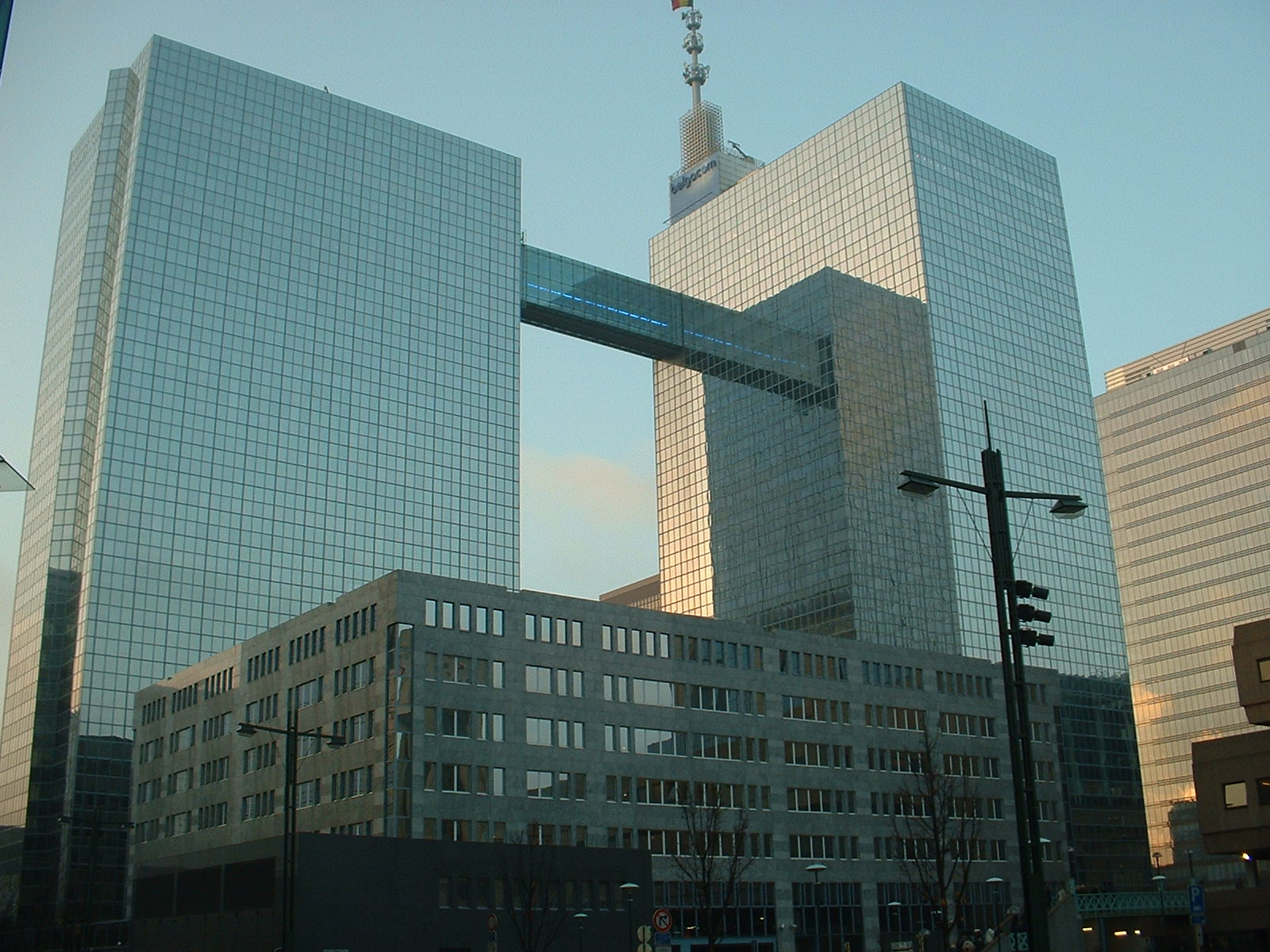
Het Paviljoen